# Primera División de México 1971-72
La temporada 1971-72 fue la edición XXX del campeonato de liga de la Primera División en la denominada "época profesional" del fútbol mexicano. Comenzó el 31 de octubre de 1971 y finalizó el 9 de julio de 1972. En este torneo, el Cruz Azul se proclamó campeón por tercera ocasión tras vencer al América en una final que, además de tratarse de los campeones en los dos torneos previos, se realizó en un único juego final, debido a que el reglamento estableció un duelo definitivo en el Estadio Azteca, cancha compartida por ambas instituciones (luego del traslado del equipo celeste ese mismo año) y que, de acuerdo a diversos medios y afición en general, dio origen al denominado Clásico Joven. 
La liga fue dividida en dos grupos de nueve equipos cada uno; al final del torneo los líderes y sublíderes de cada grupo se enfrentaron en una serie de ida y vuelta a modo de eliminatoria, sin embargo, con el empate en el marcador global de la semifinal entre América y Monterrey, se tuvo que disputar un partido de desempate en campo neutral. Por otro lado, ascendió como campeón de la Segunda División el San Luis, debutando de este modo en el máximo circuito; asimismo, esta edición significó el descenso del equipo de Irapuato a la segunda categoría.

## Sistema de competencia
Los dieciocho participantes fueron divididos en dos grupos de nueve equipos cada uno; todos disputan la fase regular bajo un sistema de liga, es decir, todos contra todos a visita recíproca; con un criterio de puntuación que otorga dos unidades por victoria, una por empate y cero por derrota. Los criterios de desempate para definir todas las posiciones serían la diferencia de goles entre tantos anotados y los recibidos, después se consideraría el gol average o promedio de goles y finalmente la cantidad de goles anotados.
Clasifican a la disputa de la fase final por el título, el primer y segundo lugar de cada grupo (sin importar su ubicación en la tabla general). Los equipos clasificados son sembrados en duelos cruzados, es decir, el primero de un grupo contra el segundo de otro. Las semifinales serían jugadas a dos partidos con visita recíproca, recibiendo el juego de vuelta el equipo que haya finalizado en mejor posición de la tabla general; el criterio de definición será el marcador global al final de los dos duelos.
En caso de concluir las series empatadas en el marcador global, se procedería a un partido de desempate entre ambos conjuntos en una cancha neutral predeterminada al inicio del torneo; de terminar en empate dicho duelo, se alargaría a la disputa de dos tiempos extras de 15 minutos cada uno, y posteriormente tiros desde el punto penal, hasta que se produjera un ganador. Bajo este mismo formato se desarrolló la liguilla por el no descenso, que enfrentaría a los cuatro equipos que ocupen las dos últimas posiciones de sus grupos. Por única ocasión, se determinó la realización de una final a duelo único en cancha neutral predeterminada al inicio del torneo, al estilo de la Copa México, siendo elegida para esta edición el Estadio Azteca.

## Equipos participantes

### Ascensos y descensos
| Pos | Ascendido de la Segunda División 1970-71 |
| --- | ---------------------------------------- |
| 1.º | San Luis                                 |

| Pos | Descendido en la Primera División 1970-71 |
| --- | ----------------------------------------- |
| 18° | Atlas                                     |

### Cambios de nombre
| Pos | Nuevo Nombre     |
| --- | ---------------- |
| -   | Atlético Español |

| Pos | Nombre anterior |
| --- | --------------- |
| 12° | Necaxa          |

### Equipos por entidad federativa
En la temporada 1971-1972 jugaron 18 equipos que se distribuían de la siguiente forma:
| Monterrey San Luis Jalisco Guadalajara León Irapuato A. Español Puebla Laguna Torreón Toluca Veracruz Pachuca América Atlante Cruz Azul UNAM Zacatepec | \| Entidad Federativa \| N.º \| Equipos \| \| ------------------ \| --- \| ---------------------------------------------------- \| \| Distrito Federal \| 5 \| América, Atlante, Cruz Azul, UNAM y Atlético Español \| \| Jalisco \| 2 \| Jalisco y Guadalajara \| \| Coahuila \| 2 \| Laguna y Torreón \| \| Guanajuato \| 2 \| Irapuato y León \| \| Estado de México \| 1 \| Toluca \| \| Nuevo León \| 1 \| Monterrey \| \| Morelos \| 1 \| Zacatepec \| \| Puebla \| 1 \| Puebla \| \| Estado de Hidalgo \| 1 \| Pachuca \| \| San Luis Potosí \| 1 \| San Luis \| \| Veracruz \| 1 \| Veracruz \| |                                                      |
| Entidad Federativa | N.º | Equipos                                              |
| Distrito Federal | 5 | América, Atlante, Cruz Azul, UNAM y Atlético Español |
| Jalisco | 2 | Jalisco y Guadalajara                                |
| Coahuila | 2 | Laguna y Torreón                                     |
| Guanajuato | 2 | Irapuato y León                                      |
| Estado de México | 1 | Toluca                                               |
| Nuevo León | 1 | Monterrey                                            |
| Morelos | 1 | Zacatepec                                            |
| Puebla | 1 | Puebla                                               |
| Estado de Hidalgo | 1 | Pachuca                                              |
| San Luis Potosí | 1 | San Luis                                             |
| Veracruz | 1 | Veracruz                                             |

### Información de los equipos
| Nombre                 | Sede                     | Estadio                |
| ---------------------- | ------------------------ | ---------------------- |
| América (AME)          | Ciudad de México         | Azteca                 |
| Atlante (ATT)          | Ciudad de México         | Azteca                 |
| Atlético Español (AES) | Ciudad de México         | Azteca                 |
| Cruz Azul (CAZ)        | Ciudad de México         | Azteca                 |
| Guadalajara (GDL)      | Guadalajara, Jalisco     | Jalisco                |
| Irapuato (IRP)         | Irapuato, Guanajuato     | Irapuato               |
| Jalisco (JAL)          | Guadalajara, Jalisco     | Jalisco                |
| Laguna (LAG)           | Torreón, Coahuila        | San Isidro             |
| León (LEO)             | León, Guanajuato         | León                   |
| Monterrey (MTY)        | Monterrey, Nuevo León    | Tecnológico            |
| Pachuca (PAC)          | Pachuca, Hidalgo         | Revolución Mexicana    |
| Puebla (PUE)           | Puebla, Puebla           | Cuauhtémoc             |
| San Luis (SNL)         | San Luis Potosí, S.L.P.  | Plan de San Luis       |
| Toluca (TOL)           | Toluca, Estado de México | Toluca 70              |
| Torreón (TOR)          | Torreón, Coahuila        | Moctezuma              |
| U.N.A.M. (UNA)         | Ciudad de México         | Olímpico Universitario |
| Veracruz (VER)         | Veracruz, Veracruz       | Veracruzano            |
| Zacatepec (ZAC)        | Zacatepec, Morelos       | Agustín Coruco Díaz    |

## Grupos

### Grupo 1
| Pos. | Equipo           | Pts. | PJ | G  | E  | P  | GF | GC | Dif. | Clasificación               |
| ---- | ---------------- | ---- | -- | -- | -- | -- | -- | -- | ---- | --------------------------- |
| 1    | Cruz Azul (C)    | 51   | 34 | 22 | 7  | 5  | 65 | 36 | +29  | Semifinales de la liguilla  |
| 2    | América          | 50   | 34 | 21 | 8  | 5  | 70 | 35 | +35  | Semifinales de la liguilla  |
| 3    | Jalisco          | 39   | 34 | 15 | 9  | 10 | 57 | 47 | +10  |                             |
| 4    | León             | 35   | 34 | 12 | 11 | 11 | 76 | 58 | +18  |                             |
| 5    | Zacatepec        | 34   | 34 | 11 | 12 | 11 | 34 | 36 | −2   |                             |
| 6    | Laguna           | 33   | 34 | 9  | 15 | 10 | 34 | 34 | 0    |                             |
| 7    | San Luis         | 32   | 34 | 11 | 10 | 13 | 37 | 47 | −10  |                             |
| 8    | Veracruz         | 29   | 34 | 8  | 13 | 13 | 40 | 51 | −11  | Liguilla por el no descenso |
| 9    | Atlético Español | 24   | 34 | 8  | 8  | 18 | 48 | 72 | −24  | Liguilla por el no descenso |

 Fuente: RSSSF

### Grupo 2
| Pos. | Equipo       | Pts. | PJ | G  | E  | P  | GF | GC | Dif. | Clasificación               |
| ---- | ------------ | ---- | -- | -- | -- | -- | -- | -- | ---- | --------------------------- |
| 1    | Monterrey    | 40   | 34 | 14 | 12 | 8  | 41 | 37 | +4   | Semifinales de la liguilla  |
| 2    | Guadalajara  | 39   | 34 | 14 | 11 | 9  | 37 | 33 | +4   | Semifinales de la liguilla  |
| 3    | Puebla       | 35   | 34 | 13 | 9  | 12 | 47 | 42 | +5   |                             |
| 4    | Atlante      | 35   | 34 | 13 | 9  | 12 | 30 | 28 | +2   |                             |
| 5    | Pachuca      | 33   | 34 | 10 | 13 | 11 | 38 | 46 | −8   |                             |
| 6    | UNAM         | 31   | 34 | 11 | 9  | 14 | 36 | 38 | −2   |                             |
| 7    | Toluca       | 31   | 34 | 11 | 9  | 14 | 46 | 51 | −5   |                             |
| 8    | Torreón      | 27   | 34 | 8  | 11 | 15 | 35 | 55 | −20  | Liguilla por el no descenso |
| 9    | Irapuato (D) | 16   | 34 | 2  | 12 | 20 | 26 | 50 | −24  | Liguilla por el no descenso |

 Fuente: RSSSF

## Tabla general
| Pos. | Equipo           | Pts. | PJ | G  | E  | P  | GF | GC | Dif. | Clasificación               |
| ---- | ---------------- | ---- | -- | -- | -- | -- | -- | -- | ---- | --------------------------- |
| 1    | Cruz Azul (C)    | 51   | 34 | 22 | 7  | 5  | 65 | 36 | +29  | Semifinales de la liguilla  |
| 2    | América          | 50   | 34 | 21 | 8  | 5  | 70 | 35 | +35  | Semifinales de la liguilla  |
| 3    | Monterrey        | 40   | 34 | 14 | 12 | 8  | 41 | 37 | +4   | Semifinales de la liguilla  |
| 4    | Jalisco          | 39   | 34 | 15 | 9  | 10 | 57 | 47 | +10  |                             |
| 5    | Guadalajara      | 39   | 34 | 14 | 11 | 9  | 37 | 33 | +4   | Semifinales de la liguilla  |
| 6    | León             | 35   | 34 | 12 | 11 | 11 | 76 | 58 | +18  |                             |
| 7    | Puebla           | 35   | 34 | 13 | 9  | 12 | 47 | 42 | +5   |                             |
| 8    | Atlante          | 35   | 34 | 13 | 9  | 12 | 30 | 28 | +2   |                             |
| 9    | Zacatepec        | 34   | 34 | 11 | 12 | 11 | 34 | 36 | −2   |                             |
| 10   | Laguna           | 33   | 34 | 9  | 15 | 10 | 34 | 34 | 0    |                             |
| 11   | Pachuca          | 33   | 34 | 10 | 13 | 11 | 38 | 46 | −8   |                             |
| 12   | San Luis         | 32   | 34 | 11 | 10 | 13 | 37 | 47 | −10  |                             |
| 13   | UNAM             | 31   | 34 | 11 | 9  | 14 | 36 | 38 | −2   |                             |
| 14   | Toluca           | 31   | 34 | 11 | 9  | 14 | 46 | 51 | −5   |                             |
| 15   | Veracruz         | 29   | 34 | 8  | 13 | 13 | 40 | 51 | −11  | Liguilla por el no descenso |
| 16   | Torreón          | 27   | 34 | 8  | 11 | 15 | 35 | 55 | −20  | Liguilla por el no descenso |
| 17   | Atlético Español | 24   | 34 | 8  | 8  | 18 | 48 | 72 | −24  | Liguilla por el no descenso |
| 18   | Irapuato (D)     | 16   | 34 | 2  | 12 | 20 | 26 | 50 | −24  | Liguilla por el no descenso |

 Fuente: RSSSF

## Resultados
| Local \ Visitante | AME | ATT | AES | CAZ | GDL | IRA | JAL | LAG | LEO | MTY | PAC | PUE | SNL | TOL | TOR  | UNM | VER | ZAC |
| ----------------- | --- | --- | --- | --- | --- | --- | --- | --- | --- | --- | --- | --- | --- | --- | ---- | --- | --- | --- |
| América           | —   | 0–0 | 2–2 | 2–2 | 2–0 | 4–2 | 3–0 | 2–0 | 3–1 | 2–0 | 4–1 | 3–1 | 6–1 | 5–1 | 0–0  | 0–1 | 3–0 | 1–1 |
| Atlante           | 1–2 | —   | 0–1 | 0–2 | 0–1 | 1–0 | 2–0 | 1–0 | 1–1 | 1–0 | 0–1 | 2–0 | 2–0 | 2–1 | 2–0  | 1–0 | 0–0 | 2–1 |
| Atlético Español  | 1–2 | 0–1 | —   | 1–1 | 0–1 | 0–0 | 1–1 | 3–1 | 0–5 | 2–3 | 1–3 | 0–3 | 2–1 | 1–2 | 4–0  | 3–1 | 0–2 | 0–4 |
| Cruz Azul         | 2–1 | 2–1 | 2–0 | —   | 3–1 | 2–0 | 2–2 | 1–1 | 1–1 | 1–3 | 3–1 | 3–2 | 3–1 | 1–0 | 3–1  | 1–0 | 1–0 | 3–0 |
| Guadalajara       | 1–3 | 1–1 | 5–3 | 0–2 | —   | 2–0 | 0–0 | 1–0 | 1–0 | 0–0 | 2–2 | 0–0 | 0–0 | 3–1 | 0–1  | 2–1 | 1–0 | 2–0 |
| Irapuato          | 1–3 | 0–0 | 4–4 | 2–3 | 0–0 | —   | 1–1 | 0–2 | 1–1 | 0–2 | 1–1 | 3–1 | 2–3 | 2–2 | 0–0  | 0–1 | 0–0 | 0–0 |
| Jalisco           | 4–3 | 2–1 | 3–0 | 2–1 | 0–2 | 2–0 | —   | 0–1 | 2–3 | 1–1 | 2–2 | 3–1 | 0–1 | 2–1 | 1–0  | 3–1 | 1–0 | 3–0 |
| Laguna            | 1–1 | 0–0 | 3–4 | 1–1 | 2–0 | 2–0 | 1–2 | —   | 1–1 | 1–1 | 1–1 | 1–0 | 1–1 | 1–1 | 1–0  | 0–0 | 0–2 | 0–1 |
| León              | 2–2 | 3–1 | 5–1 | 0–3 | 1–1 | 2–5 | 3–7 | 0–1 | —   | 5–2 | 6–1 | 1–1 | 3–1 | 4–1 | 11–3 | 3–1 | 3–0 | 2–2 |
| Monterrey         | 0–1 | 1–0 | 1–0 | 3–0 | 2–0 | 1–0 | 4–3 | 1–1 | 1–1 | —   | 1–1 | 0–0 | 3–1 | 1–0 | 1–0  | 1–1 | 1–1 | 1–0 |
| Pachuca           | 0–3 | 0–2 | 1–1 | 0–0 | 1–2 | 1–0 | 1–1 | 2–1 | 2–0 | 1–1 | —   | 0–1 | 0–2 | 3–0 | 2–1  | 0–0 | 2–0 | 0–2 |
| Puebla            | 3–0 | 0–0 | 1–2 | 1–2 | 1–0 | 2–1 | 1–1 | 1–1 | 3–1 | 0–0 | 2–1 | —   | 1–2 | 3–1 | 4–1  | 0–3 | 4–2 | 2–0 |
| San Luis          | 2–1 | 4–0 | 2–2 | 0–3 | 1–1 | 1–0 | 1–1 | 0–1 | 1–1 | 2–0 | 1–2 | 1–0 | —   | 0–2 | 1–0  | 0–0 | 0–0 | 1–1 |
| Toluca            | 1–2 | 1–0 | 3–2 | 2–1 | 1–2 | 1–0 | 2–1 | 2–2 | 0–0 | 4–0 | 1–3 | 0–1 | 1–1 | —   | 2–0  | 0–0 | 5–2 | 2–0 |
| Torreón           | 0–1 | 2–1 | 3–3 | 1–3 | 0–1 | 1–0 | 1–2 | 0–0 | 4–3 | 2–1 | 1–1 | 4–1 | 3–2 | 2–2 | —    | 0–1 | 3–1 | 1–0 |
| UNAM              | 0–1 | 0–2 | 3–1 | 1–3 | 0–1 | 1–0 | 1–2 | 0–0 | 4–3 | 2–1 | 1–1 | 4–1 | 3–2 | 2–2 | 0–1  | —   | 3–1 | 1–0 |
| Veracruz          | 3–2 | 2–2 | 1–2 | 1–3 | 2–2 | 0–0 | 4–2 | 2–0 | 1–1 | 2–3 | 0–0 | 1–1 | 4–2 | 1–1 | 3–2  | 1–0 | —   | 2–2 |
| Zacatepec         | 0–0 | 0–0 | 2–1 | 0–2 | 1–1 | 2–1 | 3–1 | 1–3 | 2–1 | 2–0 | 2–0 | 1–2 | 0–0 | 2–1 | 1–1  | 1–0 | 0–0 | —   |

## Goleo individual
Con 26 goles en la temporada regular, Enrique Borja, delantero del América, consigue coronarse por segunda ocasión consecutiva como campeón de goleo.
|     | Jugador               | Club      | Goles |
| --- | --------------------- | --------- | ----- |
| 1.  | Enrique Borja         | América   | 26    |
| 2.  | Roberto Salomone      | León      | 17    |
| 3.  | Rafael Albrecht       | León      | 16    |
| 4.  | Batata                | Veracruz  | 16    |
| 5.  | Marcos Conigliaro     | Jalisco   | 15    |
| 6.  | Pedro Araya           | San Luis  | 14    |
| 7.  | Horacio López Salgado | Cruz Azul | 13    |
| 8.  | Fernando Bustos       | Cruz Azul | 13    |
| 9.  | Alfredo Jiménez       | Monterrey | 13    |
| 10. | Héctor Veira          | Laguna    | 13    |

## Liguilla por el no descenso

#### Atlético Español - Torreón
| 25 de junio de 1972 | Torreón  | 1:1 (1:0) | Atlético Español | Estadio Moctezuma, Torreón |  |
|                     | Gómez 8' |           | Rosete 87'       |                            |  |

| 2 de julio de 1972 | Atlético Español      | 3:2 (2:0) | Torreón                  | Estadio Azteca, Ciudad de México |  |
|                    | Brandon 25', 44', 90' |           | Fragoso 61' · Genoni 65' |                                  |  |

#### Irapuato - Veracruz
| 25 de junio de 1972 | Veracruz                                    | 3:1 (1:0) | Irapuato  | Estadio Veracruzano, Veracruz     |                                   |
|                     | Batata 42' (pen.) · Álvarez 74' · Matta 84' |           | Rojas 78' | Árbitro(s): Abel Aguilar Elizalde | Árbitro(s): Abel Aguilar Elizalde |

| 9 de julio de 1972 | Irapuato | 0:0 | Veracruz | Estadio Irapuato, Irapuato |  |

#### Torreón - Irapuato
| 15 de julio de 1972                         | Torreón     | 1:0 (1:0) | Irapuato | Estadio Jalisco, Guadalajara |                             |
|                                             | Tarabini 5' |           |          | Árbitro(s): Arturo Yamasaki  | Árbitro(s): Arturo Yamasaki |
| Irapuato descendió a Segunda División (0-1) |             |           |          |                              |                             |

## Liguilla
|  | Semifinales                                                | Semifinales                                                | Semifinales                                                | Semifinales                                                |   |           | Final              | Final              |  |
|  | 24 y 25 de junio de 1972 (ida) 1 de julio de 1972 (vuelta) | 24 y 25 de junio de 1972 (ida) 1 de julio de 1972 (vuelta) | 24 y 25 de junio de 1972 (ida) 1 de julio de 1972 (vuelta) | 24 y 25 de junio de 1972 (ida) 1 de julio de 1972 (vuelta) |   |           | 9 de julio de 1972 | 9 de julio de 1972 |  |
|  |                                                            |                                                            |                                                            |                                                            |   |           |                    |                    |  |
|  |                                                            |                                                            |                                                            |                                                            |   |           |                    |                    |  |
|  | Cruz Azul                                                  | 0                                                          | 2                                                          | 2                                                          |   |           |                    |                    |  |
|  | Cruz Azul                                                  | 0                                                          | 2                                                          | 2                                                          |   |           |                    |                    |  |
|  | Guadalajara                                                | 1                                                          | 0                                                          | 1                                                          |   |           |                    |                    |  |
|  | Guadalajara                                                | 1                                                          | 0                                                          | 1                                                          |   | Cruz Azul | 4                  |                    |  |
|  |                                                            |                                                            |                                                            |                                                            |   | Cruz Azul | 4                  |                    |  |
|  |                                                            |                                                            | América                                                    | 1                                                          |   |           |                    |                    |  |
|  | América                                                    | 1                                                          | América                                                    | 1                                                          | 1 | 2         |                    |                    |  |
|  | América                                                    | 1                                                          |                                                            |                                                            | 1 | 2         |                    |                    |  |
|  | Monterrey                                                  | 0                                                          | 2                                                          | 2                                                          |   |           |                    |                    |  |
|  | Monterrey                                                  | 0                                                          | 2                                                          | 2                                                          |   |           |                    |                    |  |
|  |                                                            |                                                            |                                                            |                                                            |   |           |                    |                    |  |

### Semifinales

#### Cruz Azul - Guadalajara
| 24 de junio de 1972 | Cruz Azul | 0:1 (0:0) | Guadalajara | Estadio Azteca, Ciudad de México |                            |
|                     |           |           | Gómez 90'   | Árbitro(s): Javier Galindo       | Árbitro(s): Javier Galindo |

| 1 de julio de 1972                                     | Guadalajara | 0:2 (0:0) | Cruz Azul               | Estadio Jalisco, Guadalajara      |                                   |
|                                                        |             |           | Bustos 74' · Muciño 83' | Árbitro(s): Abel Aguilar Elizalde | Árbitro(s): Abel Aguilar Elizalde |
| Cruz Azul avanza a la Final por marcador global de 2:1 |             |           |                         |                                   |                                   |

#### América - Monterrey
| 25 de junio de 1972 | América    | 1:0 (0:0) | Monterrey | Estadio Azteca, Ciudad de México   |                                    |
|                     | Toninho 9' |           |           | Árbitro(s): Marco Antonio Dorantes | Árbitro(s): Marco Antonio Dorantes |

| 1 de julio de 1972                                                                                   | Monterrey                       | 2:1 (0:0) | América      | Estadio Tecnológico, Monterrey |                             |
| | Guaracy 62' · Chagas 78' (pen.) |           | Ceballos 76' | Árbitro(s): Arturo Yamasaki    | Árbitro(s): Arturo Yamasaki |
| Ante el empate global se juega un tercer partido en campo neutral para definir al segundo finalista. |                                 |           |              |                                |                             |

| 4 de julio de 1972               | Monterrey  | 1:3 (1:0) | América                        | Estadio León, León de Los Aldama |                            |
|                                  | Guerra 45' |           | Reinoso 60, 67' · Ceballos 87' | Árbitro(s): Javier Galindo       | Árbitro(s): Javier Galindo |
| América es el segundo finalista. |            |           |                                |                                  |                            |

### Final
| 9 de julio de 1972       | Cruz Azul                                   | 4:1 (3:0) | América   | Estadio Azteca, Ciudad de México                             |                                                              |
|                          | Pulido 10' · Victorino 28' · Muciño 36, 46' |           | Borja 89' | Asistencia: 110 000 espectadores Árbitro(s): Arturo Yamasaki | Asistencia: 110 000 espectadores Árbitro(s): Arturo Yamasaki |
| Cruz Azul es el campeón. |                                             |           |           |                                                              |                                                              |

| 1     | POR   | Miguel Marín           |     |
| 2     | DEF   | Marco Antonio Ramírez  |     |
| 3     | DEF   | Javier Guzmán          |     |
| 4     | DEF   | Alberto Quintano       |     |
| 5     | DEF   | Javier Sánchez Galindo |     |
| 7     | MED   | Héctor Pulido          |     |
| 6     | MED   | Juan Manuel Alejándrez | 77' |
| 8     | MED   | Cesáreo Victorino      | 77' |
| 9     | DEL   | Fernando Bustos        |     |
| 10    | DEL   | Octavio Muciño         |     |
| 11    | DEL   | Eladio Vera            |     |
| D. T. | D. T. | Raúl Cárdenas          |     |

| 1     | POR   | Prudencio Cortés     |     |
| 2     | DEF   | René Trujillo        |     |
| 3     | DEF   | Antonio Zamora       |     |
| 4     | DEF   | Guillermo Hernández  |     |
| 5     | DEF   | Fernando Santillán   |     |
| 10    | MED   | Toninho              |     |
| 6     | MED   | Roberto Hodge        | 46' |
| 8     | MED   | Carlos Reinoso       |     |
| 7     | DEL   | Sergio Ceballos      |     |
| 9     | DEL   | Enrique Borja        |     |
| 11    | DEL   | Juan Manuel Borbolla |     |
| D. T. | D. T. | José Antonio Roca    |     |

| 12 | Centrocampista | Jesús Prado   | 77' |
| 15 | Centrocampista | Alberto Gómez | 77' |

| 14 | Centrocampista | Juan Manuel Herrero | 46' |

| 10' · 28' · 36' · 46' | Héctor Pulido Cesáreo Victorino Octavio Muciño | 1:0 2:0 3:0 4:0 |

| 89' | Enrique Borja | 4:1 |

| Principal  | Arturo Yamasaki      |
| Asistentes | Arturo Brizio Carter |
|            | Mario Rubio Vázquez  |

| 1     | POR   | Miguel Marín           |     |
| 2     | DEF   | Marco Antonio Ramírez  |     |
| 3     | DEF   | Javier Guzmán          |     |
| 4     | DEF   | Alberto Quintano       |     |
| 5     | DEF   | Javier Sánchez Galindo |     |
| 7     | MED   | Héctor Pulido          |     |
| 6     | MED   | Juan Manuel Alejándrez | 77' |
| 8     | MED   | Cesáreo Victorino      | 77' |
| 9     | DEL   | Fernando Bustos        |     |
| 10    | DEL   | Octavio Muciño         |     |
| 11    | DEL   | Eladio Vera            |     |
| D. T. | D. T. | Raúl Cárdenas          |     |

| 1     | POR   | Prudencio Cortés     |     |
| 2     | DEF   | René Trujillo        |     |
| 3     | DEF   | Antonio Zamora       |     |
| 4     | DEF   | Guillermo Hernández  |     |
| 5     | DEF   | Fernando Santillán   |     |
| 10    | MED   | Toninho              |     |
| 6     | MED   | Roberto Hodge        | 46' |
| 8     | MED   | Carlos Reinoso       |     |
| 7     | DEL   | Sergio Ceballos      |     |
| 9     | DEL   | Enrique Borja        |     |
| 11    | DEL   | Juan Manuel Borbolla |     |
| D. T. | D. T. | José Antonio Roca    |     |

| 12 | Centrocampista | Jesús Prado   | 77' |
| 15 | Centrocampista | Alberto Gómez | 77' |

| 14 | Centrocampista | Juan Manuel Herrero | 46' |

| 10' · 28' · 36' · 46' | Héctor Pulido Cesáreo Victorino Octavio Muciño | 1:0 2:0 3:0 4:0 |

| 89' | Enrique Borja | 4:1 |

| Principal  | Arturo Yamasaki      |
| Asistentes | Arturo Brizio Carter |
|            | Mario Rubio Vázquez  |

| 1     | POR   | Miguel Marín           |     |
| 2     | DEF   | Marco Antonio Ramírez  |     |
| 3     | DEF   | Javier Guzmán          |     |
| 4     | DEF   | Alberto Quintano       |     |
| 5     | DEF   | Javier Sánchez Galindo |     |
| 7     | MED   | Héctor Pulido          |     |
| 6     | MED   | Juan Manuel Alejándrez | 77' |
| 8     | MED   | Cesáreo Victorino      | 77' |
| 9     | DEL   | Fernando Bustos        |     |
| 10    | DEL   | Octavio Muciño         |     |
| 11    | DEL   | Eladio Vera            |     |
| D. T. | D. T. | Raúl Cárdenas          |     |

| 1     | POR   | Prudencio Cortés     |     |
| 2     | DEF   | René Trujillo        |     |
| 3     | DEF   | Antonio Zamora       |     |
| 4     | DEF   | Guillermo Hernández  |     |
| 5     | DEF   | Fernando Santillán   |     |
| 10    | MED   | Toninho              |     |
| 6     | MED   | Roberto Hodge        | 46' |
| 8     | MED   | Carlos Reinoso       |     |
| 7     | DEL   | Sergio Ceballos      |     |
| 9     | DEL   | Enrique Borja        |     |
| 11    | DEL   | Juan Manuel Borbolla |     |
| D. T. | D. T. | José Antonio Roca    |     |

| 12 | Centrocampista | Jesús Prado   | 77' |
| 15 | Centrocampista | Alberto Gómez | 77' |

| 14 | Centrocampista | Juan Manuel Herrero | 46' |

| 10' · 28' · 36' · 46' | Héctor Pulido Cesáreo Victorino Octavio Muciño | 1:0 2:0 3:0 4:0 |

| 89' | Enrique Borja | 4:1 |

| Principal  | Arturo Yamasaki      |
| Asistentes | Arturo Brizio Carter |
|            | Mario Rubio Vázquez  |

| 1     | POR   | Miguel Marín           |     |
| 2     | DEF   | Marco Antonio Ramírez  |     |
| 3     | DEF   | Javier Guzmán          |     |
| 4     | DEF   | Alberto Quintano       |     |
| 5     | DEF   | Javier Sánchez Galindo |     |
| 7     | MED   | Héctor Pulido          |     |
| 6     | MED   | Juan Manuel Alejándrez | 77' |
| 8     | MED   | Cesáreo Victorino      | 77' |
| 9     | DEL   | Fernando Bustos        |     |
| 10    | DEL   | Octavio Muciño         |     |
| 11    | DEL   | Eladio Vera            |     |
| D. T. | D. T. | Raúl Cárdenas          |     |

| 1     | POR   | Prudencio Cortés     |     |
| 2     | DEF   | René Trujillo        |     |
| 3     | DEF   | Antonio Zamora       |     |
| 4     | DEF   | Guillermo Hernández  |     |
| 5     | DEF   | Fernando Santillán   |     |
| 10    | MED   | Toninho              |     |
| 6     | MED   | Roberto Hodge        | 46' |
| 8     | MED   | Carlos Reinoso       |     |
| 7     | DEL   | Sergio Ceballos      |     |
| 9     | DEL   | Enrique Borja        |     |
| 11    | DEL   | Juan Manuel Borbolla |     |
| D. T. | D. T. | José Antonio Roca    |     |

| 12 | Centrocampista | Jesús Prado   | 77' |
| 15 | Centrocampista | Alberto Gómez | 77' |

| 14 | Centrocampista | Juan Manuel Herrero | 46' |

| 10' · 28' · 36' · 46' | Héctor Pulido Cesáreo Victorino Octavio Muciño | 1:0 2:0 3:0 4:0 |

| 89' | Enrique Borja | 4:1 |

| Principal  | Arturo Yamasaki      |
| Asistentes | Arturo Brizio Carter |
|            | Mario Rubio Vázquez  |

| Campeón Primera División 1971-72 |
| -------------------------------- |
|                                  |
| Cruz Azul                        |
| 3.o título                       |